# 이온

이온(ion)은 원자 또는 분자의 특정한 상태를 나타내는 용어로, 전자를 잃거나 얻어 전하를 띠는 원자 또는 분자를 이른다.
원자에서 양전하를 띠는 양성자의 수는 화학 변화에 의해서 변하지 않지만, 음전하를 띠는 전자들은 감소하거나 증가할 수 있다. 원자가 이온이 되는 것을 전리(電離) 또는 이온화(ionization)라 한다. 중성의 원자에서 한개 이상의 전자를 잃으면, 원자는 양전하를 띠고, 한개 이상의 전자를 얻으면 음전하를 띠게 된다. 양전하를 띤 이온을 양이온(cation), 음전하를 띤 이온을 음이온(anion)이라 부른다.
전해질은 이온을 통해 설명할 수 있는 물질인데, 이온의 정의없이는 설명할 수 없는 물질이기도 하다. 전해질이 물에 녹으면 양이온과 음이온으로 나뉜다. 이 현상을 '이온화'라고 하고, 양이온과 음이온을 용해시키거나 용융시키지 않은 채로 섞어 놓으면, 이온들은 정전기적 인력으로 인해 고체로 뭉치게 되는데, 이를 이온 결합 화합물 (ionic compound)이라고 부른다.
이온은 원자,분자의 범위에서 정의되므로 '원자의 경우'와 '분자의 경우'로 나누어 분류하기도 한다.단 하나만의 원자를 가지고 있는 이온은 단원자 이온(monatomic ion), 수산화 이온이나 시안 이온처럼 둘 이상의 원자가 합쳐져 만든 이온을 다원자 이온(polyatomic ion)이라 한다. 또는 단원자이온을 줄여서 '원자이온' 또는 '이온'이라고 하고 특히 다원자이온은 '원자단 이온'이라고도 부른다.
전자를 n만큼 잃으면 원자나 분자기호 뒤에 n+라고 표기하고 얻으면 n- 라고 표기하며, n 값이 1이면 숫자를 표시하지 않아도 된다.

## 형성

### 단원자 이온의 형성
단원자 이온은 원자가 가장 바깥쪽 껍질의 전자를 얻거나 잃을 때 형성된다. 안쪽의 껍질의 전자는 양전하를 띤 원자핵과 묶여있으며 화학반응에 관여하지 않는다. 이렇게 원자가 전자를 얻거나 잃는 과정을 이온화라고 한다. 원자는 또한 강한 방사선을 쬐는 것으로 이온화될 수 있다. 그러나 화학에서 일반적인 이온화는 원자나 분자가 사이에서 전자가 이동함으로써 일어난다. 이런 이동은 보통 안정된 전자 구성을 유지하려는 성질로 인해 일어난다. 예를 들면 나트륨원자 (기호: Na)는 가장 바깥쪽 껍질에 전자 1개가 있다. 꽉찬 안쪽의 껍질들에는 10개의 전자가 있다. 10개의 전자로 이루어진 전자 구성은 매우 안정적이다. 이 때문에 나트륨은 가장 바깥쪽 껍질의 전자 1개를 잃고 양이온이 되려는 경향이 있다. 양이온이 되는 과정은 이렇다.
Na → Na+ + e−
반면에 염소 원자 (기호: Cl)는 가장 바깥쪽 껍질에 7개의 전자를 가지고 있다. 이 껍질이 8개의 전자로 채워지면 안정한 상태가 되므로 염소는 전자 1개를 얻고 음이온이 되려는 경향이 있다. 음이온이 되는 과정은 이렇다.
Cl + e− → Cl−
이것은 나트륨과 염소가 화학반응을 일으키게 하는 원동력이다. 이때 나트륨에서 염소로 전자 1개가 이동해서 나트륨 양이온과 염소 음이온이 형성된다. 이 양이온과 음이온은 이온 결합을 일으키고 그 결과로 염화나트륨(기호: NaCl, 일반적으로 소금으로 알려져 있다)을 형성한다.
Na+ + Cl− → NaCl

### 다원자 이온의 형성
다원자 및 분자의 이온은 종종 H+같은 이온을 얻거나 잃음으로써 형성된다. 예를 들면 암모니아 (기호: NH3)는 H+를 받아들여서 암모늄 이온 (기호: NH4+) 을 형성한다. 암모니아와 암모늄은 같은 수의 전자를 가지고 있지만 암모늄은 양전하를 띠게 하는 양성자를 더 가지고 있다.
다원자이온의 형성에는 각 원자가 가지는 전자친화도가 중요한 역할을 한다.
예를 들자면 질산 이온(NO3-)은 질소(N) 보다 산소(O)의 전자 친화도가 크므로 해서 질소는 +5가를 산소는 -2가이나 3개가 있으므로 -6가가 돼서 결국 -1가의 음이온이 된다.

## 이온 목록
양이온의 경우 원자 이름 + "이온"의 이름을 따르며, 음이온의 경우 원자이름 + "화 이온"의 이름을 따른다. 단, 음이온일 경우 산소와 염소의 "소"는 생략한다. (산소 → 산화 이온)
산소산의 경우 산소수에 따라 차아, 아, 과 등으로 나뉠 수 있으며, 수소수에 따라 이수소이온, 수소이온 등으로 나뉠 수 있다.
|                                 | \| 표준 이름 \| 이온식 \| 산화수 \| \| 원자 음이온 \| 원자 음이온 \| 원자 음이온 \| \| ------------------------------- \| ----------- \| ----------- \| \| 비소화 이온 \| As3− \| -3 \| \| 브로민화 이온 \| Br− \| -1 \| \| 염화 이온 \| Cl− \| -1 \| \| 플루오린화 이온 \| F− \| -1 \| \| 수화 이온 \| H− \| -1 \| \| 아이오딘화 이온 \| I− \| -1 \| \| 질화이온 \| N3− \| -3 \| \| 산화 이온 \| O2− \| -2 \| \| 인화 이온 \| P3− \| -3 \| \| 황화 이온 \| S2− \| -2 \| \| 텔루륨 이온 \| Te2− \| -1 \| \| 분자 음이온 \| \| \| \| 비소산 이온 \| AsO43− \| -3 \| \| 아비소산 이온 \| AsO33− \| -3 \| \| 질화 이온(분자) \| N3− \| -3 \| \| 붕산 이온 \| BO33− \| -3 \| \| 과브로민산 이온 \| BrO4− \| -1 \| \| 브로민산 이온 \| BrO3− \| -1 \| \| 아브로민산 이온 \| BrO2− \| -1 \| \| 차아브로민산 이온 \| BrO− \| -1 \| \| 브로민산수소 이온 \| BrO− \| -1 \| \| 탄산염 이온 \| CO32− \| -2 \| \| 탄산수소 이온(중탄산이온) \| HCO3− \| -1 \| \| 수산화 이온 \| OH− \| -1 \| \| 염소산 이온 \| ClO3− \| -1 \| \| 과염소산 이온 \| ClO4− \| -1 \| \| 아염소산 이온 \| ClO2− \| -1 \| \| 차아염소산 이온 \| ClO− \| -1 \| \| 과산화 이온 \| O22− \| -2 \| \| 크로뮴산 이온 \| CrO42− \| -2 \| \| 다이크로뮴산 이온(중크롬산이온) \| Cr2O72− \| -2 \| \| 아이오딘산 이온 \| IO3− \| -1 \| \| 질산염 이온 \| NO3− \| -1 \| \| 아질산 이온 \| NO2− \| -1 \| \| 인산 이온 \| PO43− \| -3 \| \| 인산수소 이온 \| HPO42− \| -2 \| \| 인산이수소 이온 \| H2PO4− \| -1 \| \| 아인산 이온 \| PO33− \| -3 \| \| 과망가니즈산 이온 \| MnO4− \| -1 \| \| 황산 이온 \| SO42− \| -2 \| \| 황산수소 이온 \| HSO4− \| -1 \| \| 티오황산 이온 \| S2O32− \| -2 \| \| 티오황산수소 이온 \| HS2O3− \| -1 \| \| 아황산 이온 \| SO32− \| -2 \| \| 아황산수소 이온 \| HSO3− \| -3 \| \| 아세트산 이온 \| CH3COO− \| -1 \| \| 옥살산 이온 \| C2O42− \| -2 \| \| 옥살산수소 이온 \| HC2O4− \| -1 \| \| 황화수소 이온 \| HS− \| -1 \| \| 아암모늄 이온 \| NH2− \| -1 \| \| 시안산 이온 \| OCN− \| -1 \| \| 티오시안산 이온 \| SCN− \| -1 \| \| 시안화 이온 \| CN− \| -1 \| |        |
| 표준 이름                       | 이온식 | 산화수 |
| 원자 음이온                     | |        |
| 비소화 이온                     | As3− | -3     |
| 브로민화 이온                   | Br− | -1     |
| 염화 이온                       | Cl− | -1     |
| 플루오린화 이온                 | F− | -1     |
| 수화 이온                       | H− | -1     |
| 아이오딘화 이온                 | I− | -1     |
| 질화이온                        | N3− | -3     |
| 산화 이온                       | O2− | -2     |
| 인화 이온                       | P3− | -3     |
| 황화 이온                       | S2− | -2     |
| 텔루륨 이온                     | Te2− | -1     |
| 분자 음이온                     | |        |
| 비소산 이온                     | AsO43− | -3     |
| 아비소산 이온                   | AsO33− | -3     |
| 질화 이온(분자)                 | N3− | -3     |
| 붕산 이온                       | BO33− | -3     |
| 과브로민산 이온                 | BrO4− | -1     |
| 브로민산 이온                   | BrO3− | -1     |
| 아브로민산 이온                 | BrO2− | -1     |
| 차아브로민산 이온               | BrO− | -1     |
| 브로민산수소 이온               | BrO− | -1     |
| 탄산염 이온                     | CO32− | -2     |
| 탄산수소 이온(중탄산이온)       | HCO3− | -1     |
| 수산화 이온                     | OH− | -1     |
| 염소산 이온                     | ClO3− | -1     |
| 과염소산 이온                   | ClO4− | -1     |
| 아염소산 이온                   | ClO2− | -1     |
| 차아염소산 이온                 | ClO− | -1     |
| 과산화 이온                     | O22− | -2     |
| 크로뮴산 이온                   | CrO42− | -2     |
| 다이크로뮴산 이온(중크롬산이온) | Cr2O72− | -2     |
| 아이오딘산 이온                 | IO3− | -1     |
| 질산염 이온                     | NO3− | -1     |
| 아질산 이온                     | NO2− | -1     |
| 인산 이온                       | PO43− | -3     |
| 인산수소 이온                   | HPO42− | -2     |
| 인산이수소 이온                 | H2PO4− | -1     |
| 아인산 이온                     | PO33− | -3     |
| 과망가니즈산 이온               | MnO4− | -1     |
| 황산 이온                       | SO42− | -2     |
| 황산수소 이온                   | HSO4− | -1     |
| 티오황산 이온                   | S2O32− | -2     |
| 티오황산수소 이온               | HS2O3− | -1     |
| 아황산 이온                     | SO32− | -2     |
| 아황산수소 이온                 | HSO3− | -3     |
| 아세트산 이온                   | CH3COO− | -1     |
| 옥살산 이온                     | C2O42− | -2     |
| 옥살산수소 이온                 | HC2O4− | -1     |
| 황화수소 이온                   | HS− | -1     |
| 아암모늄 이온                   | NH2− | -1     |
| 시안산 이온                     | OCN− | -1     |
| 티오시안산 이온                 | SCN− | -1     |
| 시안화 이온                     | CN− | -1     |

## 같이 보기
- 음극